# Шандровский сельсовет
Шандровский сельсовет — муниципальное образование (сельское поселение) в составе Лукояновского района Нижегородской области.
Административный центр — село Шандрово.

## Населённые пункты
В состав муниципального образования входит 10 населённых пунктов:
- сёла: Шандрово, Атингеево, Мессинговка, Новый Майдан, Поя, Салдаманов Майдан, Салдаманово.
- посёлок: Александровка.
- деревни: Николаевка, Фоминка.